# Blaagaard/KDAS
Blaagaard/KDAS var et lærerseminarium i Søborg, der opstod i 2008 i forbindelse med sammenlægningen af Københavns Dag- og Aftenseminarium og Blaagaard Seminarium. Fusionen var en del af professionshøjskolen UCC.[kilde mangler] I august 2016 flyttede personale og studerende til nye bygninger på Campus Carlsberg, hvor Professionshøjskolen UCC (senere omdøbt Københavns Professionshøjskole) har samlet en lang række uddannelser.[kilde mangler]

## Historie
Blaagaard Seminarium fører sit navn tilbage til det lærerseminarium, der startede i hovedbygningen på Blågård på Nørrebro i 1791, men det flyttede til Jonstrup i 1808 og kom derved til at hedde Jonstrup Seminarium;  men dette blev nedlagt i 1990.
Det nye Blaagaard har et senere grundlæggelsesår, idet højskolemanden Jeppe Tang startede det nye seminarium i 1859 i lejede lokaler i Blågårdsgade 14. I 1863 fik seminariet sin første nybygning, også i Blågårdsgade. Senere flyttede det til Ravnsborggade på Nørrebro, senere ud til Emdrup, så ind til Hindegades Skole i 1923 og i 1933 tilbage til Nørrebro til Kapelvejens Skole, hvor der var seminarium i den ene ende af bygningen og drengeskole i den anden ende.[kilde mangler] I 1963 flyttede seminariet til Mørkhøj Parkallé 5, Søborg.[kilde mangler]
Fra grundlæggelsen havde Blaagaard udelukkende været et mandeseminarium, men fra 1947 kunne også kvinder optages.[kilde mangler] I 1955 gik seminariet fra at være privatejet til at være selvejende institution.[kilde mangler] I 1984 blev seminariet sammenlagt med Statsseminariet på Emdrupborg, der havde ligget på det sted i Emdrup, hvor Blaagaard på et tidspunkt lå, og hvor også Danmarks Lærerhøjskole (nuværende Danmarks Pædagogiske Universitetsskole) havde til huse.[kilde mangler]
I 1992 blev det gamle Blaagaard Seminarium sammenlagt med Jonstrup Seminarium og i 2008 fulgte en fusion med Københavns Dag- og Aftenseminarium med navnet Læreruddannelsen Blågård/KDAS.[kilde mangler] I 2012 påbegyndtes et tæt samarbejde med Zahles Seminarium med henblik på den fusion med dette, der endeligt gennemførtes i august 2016.[kilde mangler]

## Forstandere/rektorer
- 1859–1904 Jeppe Tang
- 1904–1927 Niels Tang
- 1927–1958 Valdemar Jørgensen
- 1958–1984 Svend Henriksen
- 1984–1996 Else Marie Sejer Larsen
- 1996–2002 Laust Joen Jakobsen
- 2002–2008 Mogens Cranil

I 2008 blev rektorstillingen nedlagt, og den daglige leder betegnes nu uddannelseschef. Tove Hvid blev udnævnt til denne stilling i 2008.

## Kendte dimittender
- 1869 – Enevold Sørensen
- 1900 – Jens Thamdrup
- 1901 – Hjalmar Gammelgaard
- 194_ – Ernst Bruun Olsen
- 1961 – Keld Jørgensen
- 1971 – Helle Degn
- 1974 – Bjarne Reuter
- 1998 – Rigmor Dam